# Atentado de Guecho de 1978
El atentado de Guecho fue un ataque con armas de fuego perpetrado el 22 de octubre de 1978 por la organización terrorista ETA en Guecho, tomando como objetivo a un grupo de agentes de la Guardia Civil que volvían al cuartel tras prestar servicio de seguridad en un partido de fútbol. Tres personas resultaron asesinadas y otra quedó gravemente herida, en un atentado que tuvo lugar seis semanas antes del referéndum que ratificaría la nueva Constitución española.

## El atentado
El 22 de octubre de 1978, cuatro guardias civiles regresaban a su cuartel caminando por la calle de Máximo Aguirre en Guecho, después de haber prestado servicio de seguridad en un partido de fútbol en el campo municipal de Gobela. Cuatro miembros de ETA, armados con ametralladoras y escopetas y que habían aguardado tras el muro de la sede local de Telefónica, emboscaron a los agentes y los sometieron a una intensa ráfaga de disparos antes de huir. Dos de los guardias murieron en el acto y los otros dos quedaron heridos de gravedad, muriendo uno de ellos en el hospital cuatro días más tarde.
Dos cómplices ayudaron a los agresores a escapar en dos automóviles dispuestos al efecto, que fueron encontrados luego abandonados en el distrito bilbaíno de Deusto. ETA reivindicó la autoría del atentado en un comunicado emitido al día siguiente, mientras que a los funerales de las víctimas les seguían manifestaciones de repulsa a la organización.